# Devetaci (Federacja Bośni i Hercegowiny)
Devetaci – wieś w Bośni i Hercegowinie, w Federacji Bośni i Hercegowiny, w kantonie środkowobośniackim, w gminie Kiseljak. W 2013 roku pozostawała niezamieszkana.